# 雷纳尔多·埃利亚斯·达科斯塔
雷纳尔多·埃利亚斯·达科斯塔（葡萄牙語：Reinaldo Elias da Costa，1984年6月13日—），简称雷纳尔多（Reinaldo），在巴西也被称为雷纳尔多·米内罗（Reinaldo Mineiro），是一名巴西职业足球运动员，司职前锋，最後效力于印尼甲組聯賽球隊佩斯查雅加達。他拥有澳大利亚国籍。

## 俱乐部生涯
2004年，雷纳尔多在巴西球队米内罗美洲开始职业足球生涯，他很快成为球队的核心球员和最佳射手。之后他曾经到荷兰足球甲级联赛豪门费耶诺德试训两个月，但没有签约，之后转会加盟另一支巴西球队阿拉戈纳诺科林蒂安。他在阿拉戈纳诺科林蒂安的第一年射进18球，帮助球队进入联赛的第二阶段比赛。2005年租借加盟正处于进球荒的澳大利亚足球甲级联赛球队昆士兰狮吼。雷纳尔多在澳大利亚表现出色，2006年正式转会球队，签约两年。
2008年，雷纳尔多被卖到K联赛球队釜山IPark。雷纳尔多和釜山IPark签约两年，并在K联赛出场7次打进7球。但由于个人原因，他和釜山IPark通过谈判后解约，于2008年7月31日重新回归昆士兰狮吼，签约三年。2011年，卡塔尔球队瓦克拉以200万美元的身价挖走雷纳尔多。他在联赛出场10次射进6球，之后又短暂效力于沙特阿拉伯球队雷德。
2012年1月，雷纳尔多转会加盟中国足球超级联赛球队北京国安，据报道他的转会身价为200万美元，并和北京国安签约2年。虽然雷纳尔多在2012赛季有5球进账，但他的表现一般，被称为是“水货”。2013年1月，有报道称他被租借到中国足球甲级联赛球队成都谢菲联。但最终雷纳尔多留在北京国安队。

## 个人
2010年9月，雷纳尔多正式成为澳大利亚公民。